# Meckenbeuren
Meckenbeuren là một đô thị thuộc huyện Bodenseekreis ở Baden-Württemberg, miền Nam nước Đức

## Địa lí
Meckenbeuren nằm trên thung lũng Schussental gần Hồ Constance. Nơi này cách Ravensburg 10 km (6 dặm) về phía nam và cách Friedrichshafen 8 km (5 dặm) về phía đông bắc.

## Địa điểm tham quan chính
- Ravensburger Spieleland: một công viên giải trí rộng 25 ha.
- Bảo tàng Humpis (Humpismuseum) đặt trong Lâu đài Humpis (Humpisschloss)

## Địa phương kết nghĩa
- Hohwald, Đức, Kể từ năm 1991.
- Kehlen, Luxembourg, Kể từ năm 1993.

## Thư viện ảnh

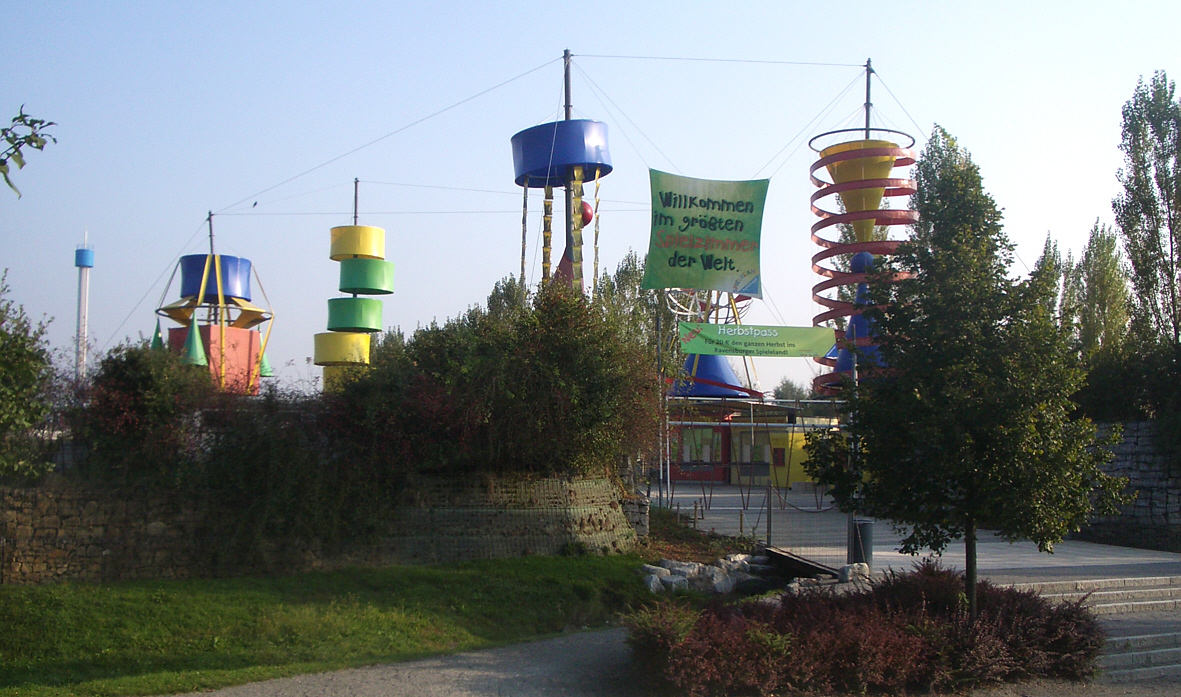
Ravensburger Spieleland (công viên giải trí)
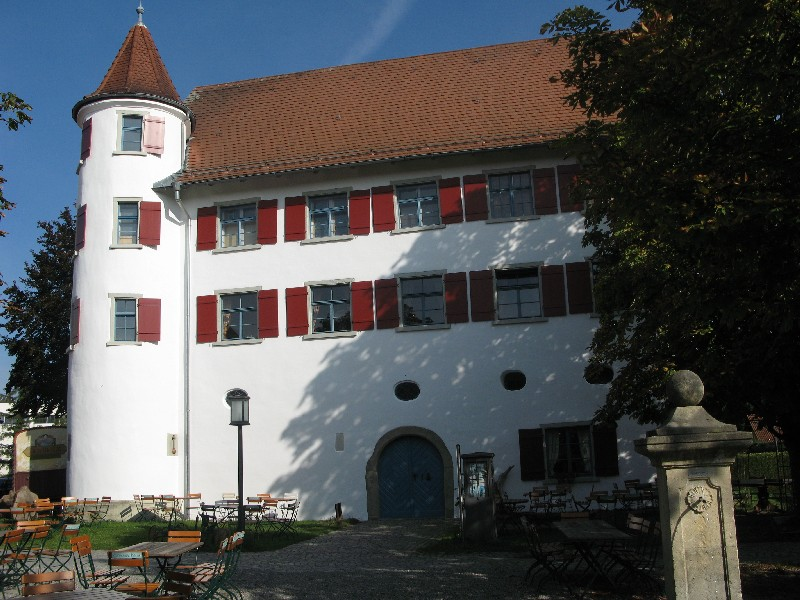
Bảo tàng Humpisschloss ở quận Brochenzell
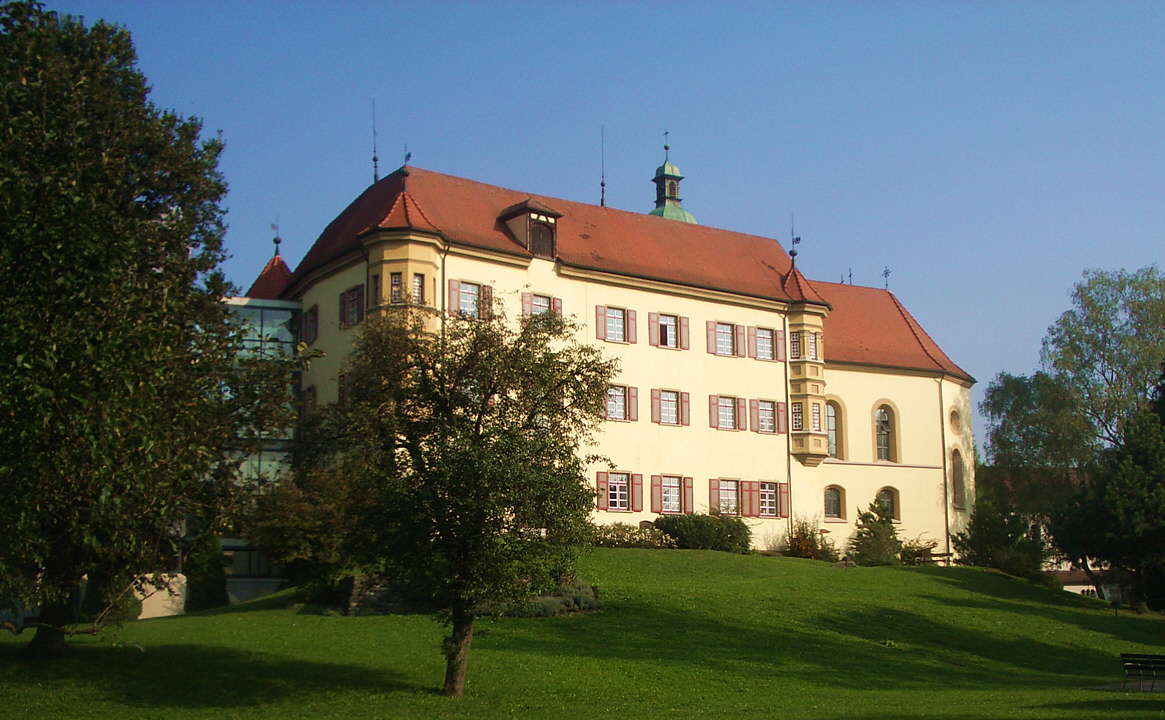
Schloss Liebenau (Lâu đài Liebenau)